# Station Cradley Heath
Cradley Heath is een spoorwegstation van National Rail in Cradley Heath, Sandwell in Engeland. Het station is eigendom van Network Rail en wordt beheerd door West Midland Trains. Het station is geopend in 1863.